# Зів
Перешийок зіва, іноді просто зів (лат. isthmus faucium) — задній, звужений відділ ротової порожнини, через який вона сполучається з глоткою. Зверху обмежений краєм м'якого піднебіння, з боків — піднебінно-глотковою (arcus palatopharyngeus) і піднебінно-язиковою (arcus palatoglossus) дужками, знизу — верхньою поверхнею кореня язика.
Стінки зіва, частіше просто зів (fauces) — піднебінно-глоткова і піднебінно-язикова дужки, що обмежують отвір зіва (перешийка). Вони утворені піднебінно-глотковим і піднебінно-язиковим м'язами відповідно й покриті слизовою оболонкою. Між дужками розташовані піднебінні мигдалики.
У тварин трапляється запалення зіва — фауцит (faucitis). Як правило, він виникає внаслідок ускладнень гінгівіту, але може розвинутися і самостійно.